# 硫磺蝉属
硫磺蝉属（学名：Sulphogaeana）半翅目蝉科斑蝉族的一属，分布于东洋区，模式种为硫磺蝉。
截止2023年10月，世界头喙亚目在线数据库（3I World Auchenorrhyncha Database）收录本属3个有效种：
- 长硫磺蝉 Sulphogaeana dolicha Lei, 1997
- 硫磺蝉 Sulphogaeana sulphurea (Westwood, 1839)
- Sulphogaeana vestita (Distant, 1905)